# Ion Ionuț Luțu
Ion Ionuț Luțu (* 3. August 1975 in Slatina) ist ein ehemaliger rumänischer Fußballspieler.

## Karriere
Luțu spielte zu Beginn seiner Karriere für FC Progresul Bukarest. Von 1996 bis 1998 war er Spieler von FC Universitatea Craiova. Galatasaray Istanbul wurde auf ihn aufmerksam und verpflichtete ihn im Januar 1998. Zwei Monate nach seinem Wechsel bat der Mittelfeldspieler um die Auflösung seines Vertrags. Galatasaray kam seinem Wunsch entgegen. 1999 und 2000 spielte Luțu für Universitatea Craiova und Steaua Bukarest. Danach folgten Transfers nach Südkorea (Suwon Samsung Bluewings), Zypern (Apollon Limassol) und Kasachstan (FK Qairat Almaty, Schetissu Taldyqorghan) und Jordanien (Al-Jazeera).

## Erfolge
Steaua Bukarest
- Cupa României: 1999

Suwon Samsung Bluewings
- Südkoreanischer Fußball-Supercup: 2000
- Südkoreanischer Ligapokal: 2000, 2001
- AFC Champions League: 2001, 2002
- Asian Super Cup: 2002
- Korean FA Cup: 2002

Rapid Bukarest
- Rumänischer Fußball-Supercup: 2003